# Labrocerus obscurus
Labrocerus obscurus is een keversoort uit de familie spektorren (Dermestidae). De wetenschappelijke naam van de soort werd in 1885 gepubliceerd door Thomas Blackburn in Blackburn & Sharp.